# Jimmy McPartland
James Douglas McPartland (Chicago, 15 maart 1907 - Port Washington, 13 maart 1991) was een Amerikaanse jazzcornettist.

## Biografie
McPartland begon reeds op 5-jarige leeftijd viool te leren en begon op 15-jarige leeftijd kornet te spelen als lid van de Austin High Gang, een band met jonge blanke jazzers, die zich kenden van een highschool in de welvarende voorstad Austin van Chicago, waaronder Eddie Condon, Frank Teschemacher en Bud Freeman. Zijn eerste job was bij de Blue Friars met Freeman (saxofoon), Teschemacher (klarinet), zijn oudere broer Dick McPartland (banjo, gitaar), James Lanigan (bas, tuba, viool), Joe Sullivan (piano) en Dave Tough (drums). In 1924 nam hij de opvolging over van Bix Beiderbecke bij de Wolverines. Van 1927 tot 1929 was hij bij de band van Ben Pollack als hoofdsolist naast Benny Goodman. In 1926/27 werkte hij met Art Kassel en in 1927 was hij deelnemer bij de beroemde opnamen van ex- Austin High Gang-muzikanten McKenzie & Condons Chicagoans (met Condon, Freeman, Gene Krupa, Lanigan, Sullivan, Mezz Mezzrow, Teschemacher). In 1929 ging hij naar New York, waar hij speelde in enkele kleinere combo's, maar keerde echter in 1930 naar Chicago terug. Van 1931 tot 1932 speelde hij bij Russ Columbo en van 1933 tot 1935 in de band van Harry Reser.
Van 1936 tot 1941 leidde McPartland een eigen band, die tot 1941 bestond (Chicago Jazz (Decca Records, 1940)) en die populair was in het midwesten en New York. Daarin speelden onder andere George Wettling, Joe Harris, Rosie McHargue, Royce Brown en Joe Rushton. In 1942 werd hij opgeroepen voor de militaire dienstplicht en nam hij deel aan de landing in Normandië. Als soldaat ontmoette hij ook zijn latere echtgenote, de Britse jazzpianiste Marian McPartland in België, waar hij bezig was in de troepenbijstand. In 1945 werd hij ontslagen uit de legerdienst, maar bleef nog een jaar bij de USO, voordat hij met zijn echtgenote in 1946 weer terugging naar de Verenigde Staten. Ze lieten zich weliswaar scheiden in 1970, maar bleven wel bevriend en speelden verder met elkaar. Enkele weken voor zijn dood trouwden ze opnieuw. Na de oorlog was hij lid van Willie "The Lion" Smiths band (met Jimmy Archey, Pee Wee Russell, Pops Foster en George Wettling), die in 1954 een Grammy Award kregen voor de soundtrack voor de film After Hours. Hij werkte tijdens de volgende decennia met Eddie Condon, Art Hodes en andere veteranen van het Chicago circuit, vaak als leider. Hij speelde heel zijn leven op het door Bix Beiderbecke aan hem vererfde kornet.

## Overlijden
Jimmy McPartland overleed in maart 1991 kort voor zijn 84e verjaardag aan de gevolgen van longkanker.
- Bibliothèque nationale de France: cb13897337p (data)
- Gemeinsame Normdatei: 1125916680
- International Standard Name Identifier: 0000 0000 7994 1700
- Library of Congress Control Number: no93022826
- MusicBrainz: 121a15a5-7d6e-4c11-bfbd-3c5895134981
- Nationale Bibliotheek van Tsjechië: ola2002157222
- Nationale Bibliotheek van Israël: 987011288425505171
- SNAC: w6rp1557
- Système universitaire de documentation: 156479257
- Virtual International Authority File: 46947141
- WorldCat: E39PBJhmP6hpr3mx4f89wdjwG3